# 卯月コウ
卯月コウ（うづき こう）は、ANYCOLOR株式会社が運営するにじさんじに所属するバーチャルライバー。
キャラクターデザインは三瀬ゆづき。ANYCOLOR社製作のiPhone用配信アプリ「にじさんじ」による2Dアバターを使用し、雑談やゲーム実況などの生放送を配信している。主な活動場所はYouTube。

## 来歴
2018年
- 6月3日、いちから株式会社のにじさんじプロジェクトグループ候補生「にじさんじSEEDs」よりシークレット枠として登場。Twitterにて初投稿を行い活動開始。
- 6月6日、Mirrativにて初の配信。
- 6月14日、YouTubeにて初の配信。
- 8月25日 - 8月26日、SEEDs大集合!!!24時間生配信（#SEEDs24h）に出演。
- 9月29日、甲賀流忍者!ぽんぽこ・オシャレになりたい!ピーナッツくん企画による『第一回ライブ王決定戦』にて「第一回ライブ王」になる。
- 12月末、「にじさんじSEEDs」が「にじさんじ」に統合され、「にじさんじ」所属となる。

2019年
- 12月24日 チャンネル登録者数10万人突破。

2020年
- 12月16日 3Dお披露目配信を行う。

2021年
- 2月27日 にじさんじ Anniversary Festival 2021出演
- 5月17日 いちから株式会社が「ANYCOLOR株式会社」へ社名を変更する。

2022年
- 1月23日 にじさんじ 4th Anniversary LIVE「FANTASIA」 DAY2に出演予定であったが、出演者の新型コロナウイルス感染に伴い、公演中止となる
- 10月1日 にじさんじフェス2022「ナイトステージ」にて開催される、にじさんじ 4th Anniversary LIVE「FANTASIA」 の振替公演Day2に出演

## 人物
13歳の中学二年生。総資産5000兆円のバーチャル界の有名企業のCEOを父に持つ卯月家の御曹司。イギリスと日本のハーフである。2匹の猫を飼っている。ハーフであることで近寄りがたく思われることを気にしており、無愛想でツンとした印象である一方、心を開くと年相応の中学生でもある。
趣味はVtuberの視聴、そして活字を追うことと音楽鑑賞。小説やノベルゲームに傾倒し、好きな作家に三秋縋を上げている。昔から好きなバンドはBUMP OF CHICKEN。
好きな食べ物はオムライスと納豆とエナジードリンク。配信で御曹司なのに納豆を好んでいることをいじられたことで納豆への愛が深まったとしている。

### 芸風
本人の言である「いっぞ！」という掛け声が、視聴者の配信開始時の挨拶の定番。
生配信を主体とし、企画・雑談・ゲーム実況を中心に活動。生配信であることによる双方向性を重視し、友達感覚で視聴者と交流する距離感の近さを特徴としている。ファンのひねくれた人間を集めて「卯月軍団」と呼称している。
エモへのこだわりが強く、配信や会話でエモという単語を使いすぎてエモ判定機・エモbotと呼ばれていた。SEEDs24時間生配信（#SEEDs24h）ではエモを題材にした「SEEDsエモい選手権」という配信を行った。

## ユニット
- おなえどし組

出雲霞、鈴木勝との3人のユニット。共通点は中学2年生の同学年であること。名称の由来は「同い年」を鈴木勝が覚え間違えていたことに由来している。
- おりコウ

ゲーマーズの魔界ノりりむとのユニット。お互いのエモーショナルなポエマー部分が共鳴しあっており仲睦まじいカップルのようなコンビ。

## 書籍
- コンプティーク11月号（2018年10月10日発売）
  - にじさんじ(28p-37p)
- コンプティーク12月号増刊 Vティーク（2018年11月10日発売）
  - にじさんじSEEDs徹底座談会(64p-71p)
- 別冊JUNON 2D★STAR vol.13（2018年12月15日発売）
  - バーチャルライバーの気になる50のこと(94p-101p)
- 月刊PASH!7月号（2019年6月10日発売）
  - おしゃべりにじさんじ(62p-63p)
- 別冊JUNON 2D★STAR VirtuaL（2019年8月2日発売）
  - バーチャルライバーの気になる50のこと(16p-67p)

## オリジナルソング
自身のオリジナルソングとして、Vtuberのぼっちぼろまるが作詞・作曲した「アイシー」が存在する。卯月自身も作詞に携わっており、2019年6月22日に公開されたが、現在は非公開となっている。2020年6月現在、視聴手段はぼっちぼろまるによるセルフカバーのみ。5月10日に再公開された。

## ディスコグラフィ

### シングル
|     | 発売日       | タイトル                                          | 規格品番 | 収録曲 | 備考             |
| --- | ------------ | ------------------------------------------------- | -------- | --- | ---------------- |
| 1st | 2023年9月6日 | FOCUS ON - NIJISANJI SINGLE COLLECTION - 卯月コウ | NJSJ-101 | 1. 放課後シャングリラ 2. 何者 3. 放課後シャングリラ (Instrumental) 4. 何者 (Instrumental) 5. 「FOCUS ON」収録音声(卯月コウ) (ボーナストラック) | オリコン最高18位 |

### 参加作品
| 発売日         | 商品名                                                    | 歌                                                                             | 楽曲                 | 備考                        |
| -------------- | --------------------------------------------------------- | ------------------------------------------------------------------------------ | -------------------- | --------------------------- |
| 2019年11月27日 | にじさんじMusic MIX UP!!                                  | NZMN                                                                           | 「メラメラハート」   |                             |
| 2020年10月28日 | Prismatic Colors                                          | 卯月コウ                                                                       | 「再会」             |                             |
| 2020年10月28日 | Prismatic Colors にじさんじオフィシャルショップ予約特典CD | 卯月コウ、剣持刀也、シェリン・バーガンディ                                     | 「女々しくて」       |                             |
| 2021年2月25日  | PALETTE 001 - Wonder NeverLand                            | 卯月コウ、シスター・クレア、月ノ美兎、花畑チャイカ、町田ちま、レヴィ・エリファ | 「Wonder NeverLand」 | 『にじさんじ』3周年記念楽曲 |

### カバー楽曲
インターネット上で公開されているカバー楽曲。
|      | 投稿日        | タイトル                       | 歌                                                       | 楽曲制作者                  | 備考                                                                       |
| ---- | ------------- | ------------------------------ | -------------------------------------------------------- | --------------------------- | -------------------------------------------------------------------------- |
| 1.   | 2018年8月26日 | Connecting                     | にじさんじSEEDs1期生                                     | halyosy                     | SEEDs24hエンディングテーマ                                                 |
| 2.   | 11月6日       | 初恋学園♥純愛歌                | おなえどし                                               | Nem                         |                                                                            |
| 3.   | 11月16日      | Natto!! （原曲 - Moon!!）      | 卯月コウ                                                 | iru、卯月コウ               | 月ノ美兎イメージソング「Moon!!｣の替え歌。替え歌製作にはiruも協力している。 |
| 4.   | 12月25日      | 廃都アトリエスタにて           | 卯月コウ、神楽めあ                                       | CosMo                       |                                                                            |
| 5.   | 12月31日      | Bad ∞ End ∞ Night              | にじさんじお屋敷組                                       | ひとしずく、やま△           |                                                                            |
| 6.   | 2020年6月3日  | Paintër                        | にじさんじSEEDs1期生出身                                 | halyosy                     | にじさんじSEEDs1期生出身デビュー2周年記念                                  |
| 7.   | 9月10日       | 打上花火                       | おなえどし                                               | 米津玄師                    |                                                                            |
| 8.   | 2021年3月27日 | moreきゅん奴隷                 | 魔界ノりりむ                                             | 大森靖子                    | 「奴隷(最後の声)」として参加                                               |
| 9.   | 8月31日       | きみも悪い人でよかった         | 卯月コウ、魔界ノりりむ                                   | ピノキオピー                |                                                                            |
| 10． | 2月13日       | 女々しくて                     | 卯月コウ、剣持刀也、シェリン・バーガンディ、ジョー・力一 | ゴールデンボンバー (バンド) |                                                                            |
| 11． | 12月24日      | セカイはまだ始まってすらいない | 卯月コウ、三枝明那、葉加瀬冬雪、星川サラ                 | ピノキオピー                |                                                                            |
| 12． | 2022年6月11日 | Wonder NeverLand               | にじさんじSEEDs1期生                                     | kz                          | SEEDs24(2022) オープニングテーマ                                           |
| 13． | 2023年4月16日 | ラヴィ                         | 葛葉 、魔界ノりりむ、卯月コウ                            | すりぃ                      |                                                                            |
| 14． | 2024年2月2日  | ライカ                         | 卯月コウ                                                 | Yamada                      |                                                                            |

### ユニットメンバー
1. ↑  夢追翔、春崎エアル、成瀬鳴、卯月コウ
2. ↑  ドーラ、名伽尾アズマ、八朔ゆず、海夜叉神、卯月コウ、社築、出雲霞、鈴木勝、緑仙、安土桃、シスター・クレア、花畑チャイカ、轟京子
3. ↑  卯月コウ、鈴木勝、出雲霞
4. ↑  村娘（鷹宮リオン）、少女人形（八朔ゆず）、少年人形（卯月コウ）、お嬢様（竜胆尊）、主人（緑仙）、奥方（[[ドーラ (バーチャルYouTuber)|]]）、メイド（シスター・クレア）、執事（ジョー・力一）
5. ↑  [[ドーラ (バーチャルYouTuber)|]]、卯月コウ、社築、出雲霞、鈴木勝、緑仙、安土桃、シスター・クレア、花畑チャイカ、轟京子
6. ↑  卯月コウ、鈴木勝、出雲霞
7. ↑  安土桃、卯月コウ、シスター・クレア、[[ドーラ (バーチャルYouTuber)|]]、鈴木勝、轟京子、花畑チャイカ、社築、緑仙